# Ermita de Sant Blai (Gaibiel)
L'Ermita Sant Blai a Gaibiel, comarca de l'Alt Palància, és una ermita  catòlica que està catalogada com a Bé de Rellevància Local segons la Direcció General de Patrimoni Artístic de la Generalitat Valenciana, identificada amb el codi: 12.07.065-005.
Es troba al final del carrer de l'Ermita de Sant Blai, als afores del nucli poblacional de Gaibiel, en una extensió de terreny en forma de plaça en terrassa, en un entorn natural, que s'utilitza per a la ramaderia extensiva.

## Història
L'ermita que va ser saquejada en temps de la  guerra del 36, va deixar d'utilitzar-se com a tal durant molt de temps, emprant l'espai interior de la mateixa per a refugi del bestiar i com a magatzem agrícola.
Ja entrada la dècada dels noranta del segle xx, es va dur a terme una iniciativa veïnal per la seva restauració i rehabilitació que li va proporcionar l'aspecte actual.

## Descripció
Està constituïda per un petit edifici, de planta rectangular, i una sola nau amb dos trams; i fàbrica de maçoneria, pedra angular i revestiment exterior de  morter d'aigua, sorra i  calç o ciment, que s'aplica, en una o més capes, a un parament arrebossat prèviament. Als peus de l'edifici hi ha una porta que presenta un arc de mig punt punt, mentre que el sostre és a dues aigües.
L'ermita està rematada en la seva part superior per una espadanya d'una sola campana.
En la construcció es poden distingir diverses etapes. La part posterior de l'edifici, que sembla la més antiga i que podria datar-se al segle xv, té una planta que indica que possiblement va ser la part del conjunt emprada com a església primitiva de la població. En aquest primer cos es poden distingir una finestra alta i una petita porta adovellada i que es troba emmarcada per grans dovelles de gran irregularitat.
Ests cos més antic, que pot catalogar-se com romànic, presenta una coberta amb volta de canó que va patir modificacions al segle xv en què va acabar coberta per uns segments d'arc sortints del intradós d'una volta, o nervadures i medallons; la volta està suportada per un arc de mig punt de pedra, recolzat entre dues columnes les quals presenten uns capitells de decoració molt poc treballada.
La part anterior, sembla un afegit del segle xviii i consistia en un pòrtic obert que més endavant es va tancar el que va donar lloc a l'aparició de dues finestres amb arc de mig punt, així com a les portes d'accés, que són dos, presentant una d'elles, a sobre de l'arc una fornícula de rajoles amb la representació de Sant Blai. Totes dues estan enreixades.
La porta frontal, malgrat estar enreixada és practicable, donant accés a un pòrtic voltat que té el sòl construït amb lloseta, i en el fons es distingeix una altra porta, aquesta de forja metàl·lica, que és àmplia i està vidre, que és la que permet l'accés a la capella.